# Hiromi Ikeda
Hiromi Ikeda (池田 浩美 Ikeda Hiromi?,  nacido el 22 de diciembre de 1975 en Saitama) es una exfutbolista japonesa que jugaba como defensa.
Ikeda jugó 119 veces y marcó 4 goles para la selección femenina de fútbol de Japón entre 1997 y 2008. Ikeda fue elegida para integrar la selección nacional de Japón para los Copa Mundial Femenina de Fútbol de 1999, 2003, 2007, Juegos Olímpicos de Verano de 2004 y 2008.

## Trayectoria

### Clubes
| Club             | País  | Año         |
| ---------------- | ----- | ----------- |
| Tasaki Perule FC | Japón | 1995 - 2008 |

### Selección nacional
| Selección | País  | Año         |
| --------- | ----- | ----------- |
| Absoluta  | Japón | 1997 - 2008 |

## Estadística de equipo nacional
| Selección femenina de fútbol de Japón | Selección femenina de fútbol de Japón | Selección femenina de fútbol de Japón |
| Año                                   | Partidos                              | Goles                                 |
| ------------------------------------- | ------------------------------------- | ------------------------------------- |
| 1997                                  | 6                                     | 0                                     |
| 1998                                  | 9                                     | 0                                     |
| 1999                                  | 8                                     | 0                                     |
| 2000                                  | 5                                     | 0                                     |
| 2001                                  | 10                                    | 3                                     |
| 2002                                  | 6                                     | 0                                     |
| 2003                                  | 11                                    | 1                                     |
| 2004                                  | 10                                    | 0                                     |
| 2005                                  | 9                                     | 0                                     |
| 2006                                  | 17                                    | 0                                     |
| 2007                                  | 16                                    | 0                                     |
| 2008                                  | 12                                    | 0                                     |
| Total                                 | 119                                   | 4                                     |